# Summer Beats
Summer Beats é atualmente um festival musical católico realizado anualmente no estado de São Paulo. Surgido em 2006, tem o intuito de evangelizar os jovens de maneira diferente, unindo espiritualidade, música e diversão. Tradicionalmente voltado ao público jovem católico, é organizado para ter nove horas de duração ininterruptas, Inicialmente era um festival ecumênico, que contava com a participação de diversas bandas, católicas e protestantes, porém as últimas edições contaram apenas com artistas e grupos musicais católicos. A edição do evento de 2018 contou com a participação de mais de 40 mil pessoas no Campo de Marte, em São Paulo. A Santa Missa de abertura foi realizada pelo Cardeal e arcebispo de São Paulo, Dom Odilo Scherer.

## Edições
| Edições do Summer Beats | Edições do Summer Beats | Edições do Summer Beats | Edições do Summer Beats | Edições do Summer Beats | Edições do Summer Beats |
| Número                  | Data                    | Local                   | Público                 | Atrações | Ref                     |
| ----------------------- | ----------------------- | ----------------------- | ----------------------- | --- | ----------------------- |
| I                       | 2006                    | Playcenter              | 10.000                  | | [ 4 ]                   |
| II                      | 2007                    | Playcenter              |                         | | [ 6 ]                   |
| III                     | 2008                    | Playcenter              |                         | | [ 6 ]                   |
| IV                      | 2009                    | Playcenter              |                         | | [ 6 ]                   |
| V                       | 31 de janeiro de 2010   | Playcenter              |                         | Adriana Arydes Adoração e Vida Ceremonya Via 33 Dunga Rosa de Saron Oficina G3 Apocalipse 16 Italo Villar Dj Vermelho Electrocristo              | [ 7 ]                   |
| VI                      | 2011                    | Playcenter              |                         | | [ 6 ]                   |
| VII                     | 2012                    | Hopi Hari               | 15.000                  | | [ 6 ]                   |
| VIII                    | 3 de fevereiro de 2013  | Hopi Hari               |                         | Novos Céus Rosa de Saron Dunga Adoração e Vida Adriana Arydes Ceremonya Iahweh Oficina G3 Lírios do Vale                                         | [ 1 ] [ 8 ]             |
| IX                      | 9 de fevereiro de 2014  | Hopi Hari               | 10.000                  | Rosa de Saron Tony Allysson Dunga Eliana Ribeiro Conexa Vida e Comunhão Lírios do Vale Oficina G3 Banda Arkanjos The Flanders Missionário Shalom | [ 9 ] [ 10 ]            |
| X                       | 1º de fevereiro de 2015 | Hopi Hari               | 12.000                  | Rosa de Saron Dunga Tony Allysson Adriana Arydes Adoração e Vida Oficina G3 Thalles Roberto Daniela Araújo                                       | [ 11 ] [ 12 ]           |
| XI                      | 29 de maio de 2016      | Hopi Hari               |                         | Rosa de Saron Colo de Deus Adoração e Vida Missionário Shalom Tony Allysson Lírios do Vale The Flanders Oficina G3                               | [ 2 ] [ 13 ] [ 14 ]     |
| XII                     | 16 de setembro de 2018  | Campo de Marte          | 40.000                  | Rosa de Saron Adoração e Vida Colo de Deus Frei Gilson Thiago Brado Tony Allysson                                                                | [ 3 ] [ 5 ]             |
| XIII                    | 15 de setembro de 2019  | Campo de Marte          | 50.000                  | Thiago Brado Diego Fernandes Irmã Ana Paula Colo de Deus Missionário Shalom Ministério Adoração e Vida Rosa de Saron                             | [ 15 ] [ 16 ]           |